# Bazarella joosti
Bazarella joosti és una espècie d'insecte dípter pertanyent a la família dels psicòdids que es troba a Euràsia: Rússia.